# Zápas na Letních olympijských hrách 1956 – volný styl
Podrobné výsledky z olympijských her v zápasu ve volném stylu za rok 1956.

## Informace
- místo: Královská výstavní budova, Melbourne
- vyřazovací boje: 28. listopadu až 1. prosince 1956
- finálové boje: 1. prosince 1956 ve večerních hodinách
- přihlášených: 128 volnostylařů
- nastoupilo: 110 volnostylařů
- počet zemí: 27 zemí
  - 8x (Austrálie, Írán, Japonsko, Sovětský svaz, Spojené státy, Turecko), 7x (Finsko, Indie), 6x (Pákistán), 4x (Bulharsko, Jihoafrická republika, Spojené království, Švédsko), 3x (Filipíny, Jižní Korea, Německo), 2x (Argentina, Belgie, Francie, Itálie, Kanada, Maďarsko), 1x (Irsko, Mexiko, Nový Zéland, Rakousko, Řecko)
- Zastoupení podle kontinentů:
  - Afrika – 1x (Jihoafrická republika)
  - Amerika – 4x (Argentina, Kanada, Mexiko, Spojené státy)
  - Asie – 6x (Filipíny, Indie, Írán, Japonsko, Jižní Korea, Pákistán)
  - Evropa – 14x (Belgie, Bulharsko, Finsko, Francie, Itálie, Irsko, Maďarsko, Německo, Rakousko, Řecko, Sovětský svaz, Spojené království, Švédsko, Turecko)
  - Oceánie – 2x (Austrálie, Nový Zéland)

## Upozornění
V oficiálním reportu (viz externí odkazy) je uvedena ve 4. kole výhra Maďara Gyuly Tótha nad Sovětem Alimbekem Bestajevem, který je v rozporu s výsledkem v časopise Die Athletik (1957). Po sečtení negativních bodů je zřejmé, že Maďar prohrál. V případě výhry nad Sovětem by postoupil do finálové trojice místo Japonce Šigeru Kasahary s nižším počtem negativních bodů. 
V oficiálním reportu není uveden poslední zápas mezi Japoncem Kasaharou a Sovětem Bestajevem ve váze do 67 kg.

## Herní systém
Herní systém v roce 1956 nepočítal s bodováním jednotlivých technik v samotném zápase. Vítězilo se na lopatky před časovým limitem nebo verdiktem tří rozhodčích v poměru 3-0 (0-3) a 2-1 (1-2). Podle typu výhry/prohry zápasník dostával negativní body (později zvané klasifikační body). Žádné negativních body (0) byly za vítězství na lopatky, 1 negativní bod byl při výhře po verdiktu rozhodčích, 3 negativní body byly za prohru. Zápasník z turnaje vypadl po dosažení 5 negativních bodů (součet negativních bodů = SNB).
Zápas trval 15 minut čisté hrací doby. Z toho 3 minuty byly vyhrazené pro boj v parteru.
Z vyřazovacích bojů vzešla v každé váhové kategorii finálová trojice. Tato trojice si rozdělila medaile podle výsledků vzájemných zápasů. V případě rovnosti negativních bodů rozhodoval vzájemný zápas nebo celkový počet negativních bodů.
Na zápasy označené hvězdičkou (*) byl podán protest. O výsledku zápasu rozhodla jury.
Zápasníci bez vyhraného zápasu mají v celkovém pořadí (CP) zapsanou účast (úč.)
V tabulce je v koloce jednitlivých kol uvedeno: číslo_soupeře/hodnocení zápasu/negativní body_součet negativních bodů za jednotlivá kola.

## Československá stopa
Československo nemělo v zápasu ve volném stylu na olympijských hrách v Melbourne zastoupení. V Československu všeobecně nebyli v roce 1956 specialisté na tento zápasnický styl.

## Podrobné výsledky

### Váhová kategorie do 52 kg - v.s.
| Č.  | Zápasník                       | Kolo         | Kolo          | Kolo        | Kolo        | Kolo          | Kolo          | SNB   | CP               |
| Č.  | Zápasník                       | 1.           | 2.            | 3.          | 4.          | 5. (finále)   | 6. (finále)   | SNB   | CP               |
| --- | ------------------------------ | ------------ | ------------- | ----------- | ----------- | ------------- | ------------- | ----- | ---------------- |
| 1.  | Luigi Chinazzo (ITA)           | 2./0-3/3_3   | 11./0-3/3_6   |             |             |               |               | 6     | úč.              |
| 2.  | Hüseyin Akbaş (TUR)            | 1./3-0/1_1   | 3./5:00/0_1   | 5./5:55/0_1 | 9./3-0/1_2  | 11./0-3/3_5   | volný los/0_5 | 4 (f) | Bronzová medaile |
| 3.  | André Zoete (FRA)              | 4./12:00/0_0 | 2./lop./3_3   | 8./0-3/3_6  |             |               |               | 6     | 5.               |
| 4.  | Fred Flannery (AUS)            | 3./lop./3_3  | 5./0-3/3_6    |             |             |               |               | 6     | úč.              |
| 5.  | Abdul Aziz (PAK)               | 6./lop./3_3  | 4./3-0/1_4    | 2./lop./3_7 |             |               |               | 7     | 6.               |
| 6.  | I Čong-kju (KOR)               | 5./2:49/0_0  | 7./0-3/3_3    | odstoupil   |             |               |               | úč.   | 8.               |
| 7.  | Baban Daware (IND)             | 8./lop./3_3  | 6./3-0/1_4    | 9./lop./3_7 |             |               |               | 7     | 6.               |
| 8.  | Tadaši Asai (JPN)              | 7./2:00/0_0  | 9./1-2*/3_3   | 3./3-0/1_4  | 11./0-3/3_7 |               |               | 7     | 4.               |
| 9.  | Mirian Calkalamanidze (URS)    | 10./3-0/1_1  | 8./2-1*/1_2   | 7./8:50/0_2 | 2./0-3/3_5  | volný los/0_5 | 11./4:00/0_5  | 3 (f) | Zlatá medaile    |
| 10. | Richard Delgado (USA)          | 9./0-3/3_3   | volný los/0_3 | 11./0-3/3_6 |             |               |               | 6     | úč.              |
| 11. | Mohammadalí Chodžastepur (IRI) | volný los/0_ | 1./3-0/1_1    | 10./3-0/1_2 | 8./3-0/1_3  | 2./3-0/1_4    | 9./lop./3_7   | 4 (f) | Stříbrná medaile |

### Váhová kategorie do 57 kg - v.s.
| Č.  | Zápasník                  | Kolo         | Kolo         | Kolo          | Kolo          | Kolo        | SNB | CP               |
| Č.  | Zápasník                  | 1.           | 2.           | 3.            | 4.            | 5.          | SNB | CP               |
| --- | ------------------------- | ------------ | ------------ | ------------- | ------------- | ----------- | --- | ---------------- |
| 1.  | Minoru Iizuka (JPN)       | 2./0-3/3_3   | 3./3-0/1_4   | 5./5:00/0_4   | 14.3-0//1_5   |             | 5   | 5.               |
| 2.  | Mustafa Dağıstanlı (TUR)  | 1./3-0/1_1   | 4./5:30/0_1  | 7./3-0/1_2    | 9./2-1/1_3    | 10./3-0/1_4 | 4   | Zlatá medaile    |
| 3.  | Tauno Jaskari (FIN)       | 4./3-0/1_1   | 1./0-3/3_4   | odstoupil     |               |             | 4   | 10.              |
| 4.  | Lee Allen (USA)           | 3./0-3/3_3   | 2./lop./3_6  |               |               |             | 6   | úč.              |
| 5.  | Adolfo Díaz (ARG)         | 6./3-0/1_1   | 7./0-3/3_4   | 1./lop./3_7   |               |             | 7   | 8.               |
| 6.  | Omer Vercouteren (BEL)    | 5./0-3/3_3   | 8./0-3/3_6   |               |               |             | 6   | úč.              |
| 7.  | Fred Kämmerer (EUA)       | 8./3-0/1_1   | 5./3-0/1_2   | 2./0-3/3_5    |               |             | 5   | 6.               |
| 8.  | Tarashkeswar Pandey (IND) | 7./0-3/3_3   | 6./3-0/1_4   | 9./lop./3_7   |               |             | 7   | 8.               |
| 9.  | Mehdí Jagúbí (IRI)        | 10./3-0/1_1  | 11./6:30/0_1 | 8./2:36/0_1   | 2./1-2/3_4    | 14./3-0/1_5 | 5   | Stříbrná medaile |
| 10. | Michail Šachov (URS)      | 9./0-3/3_3   | 13./3:30/0_3 | 12./6:00/0_3  | volný los/0_3 | 2./0-3/3_6  | 6   | Bronzová medaile |
| 11. | Geoffrey Jameson (AUS)    | 12./0-3/3_3  | 9./lop./3_6  |               |               |             | 6   | úč.              |
| 12. | Din Zahur (PAK)           | 11./3-0/1_1  | 14./1-2/3_4  | 10./lop./3_7  |               |             | 7   | 7.               |
| 13. | Ernesto Ramel (PHI)       | 14./lop./3_3 | 10./lop./3_6 |               |               |             | 6   | úč.              |
| 14. | I Sang-kjun (KOR)         | 13./3:50/0_0 | 12./2-1/1_1  | volný los/0_1 | 1./0-3/3_4    | 9./0-3/3_7  | 7   | 4.               |

### Váhová kategorie do 62 kg - v.s.
| Č.  | Zápasník               | Kolo          | Kolo          | Kolo          | Kolo          | Kolo         | Kolo          | SNB   | CP               |
| Č.  | Zápasník               | 1.            | 2.            | 3.            | 4.            | 5. (finále)  | 6. (finále)   | SNB   | CP               |
| --- | ---------------------- | ------------- | ------------- | ------------- | ------------- | ------------ | ------------- | ----- | ---------------- |
| 1.  | Šózó Sasahara (JPN)    | 2./3-0/1_1    | 13./2-1/1_2   | 3./3-0/1_3    | 5./3-0/1_4    | 10./pčl/0_4  | 11./2-1/1_5   | 1 (f) | Zlatá medaile    |
| 2.  | Muhammad Nazir (PAK)   | 1./0-3/3_3    | 3./1-2/3_6    |               |               |              |               | 6     | úč.              |
| 3.  | Bayram Şit (TUR)       | 4./9:00/0_0   | 2./2-1/1_1    | 1./0-3/3_4    | 8./3-0/1_5    |              |               | 5     | 4.               |
| 4.  | John Elliott (AUS)     | 3./lop./3_3   | 5./lop./3_6   |               |               |              |               | 6     | úč.              |
| 5.  | Myron Roderick (USA)   | 6./3-0/1_1    | 4./2:00/0_1   | 7./3-0/1_2    | 1./0-3/3_5    |              |               | 5     | 5.               |
| 6.  | Bálint Galántai (HUN)  | 5./0-3/3_3    | 7./0-3/3_6    |               |               |              |               | 6     | úč               |
| 7.  | Abe Geldenhuys (RSA)   | 8./0-3/3_3    | 6./3-0/1_4    | 5./0-3/3_7    |               |              |               | 7     | 8.               |
| 8.  | Náser Givehčí (IRI)    | 7./3-0/1_1    | 9./5:00/0_1   | 10./1-2/3_4   | 3./0-3/3_7    |              |               | 7     | 6.               |
| 9.  | Herbie Hall (GBR)      | 10./lop./3_3  | 8./lop./3_6   |               |               |              |               | 6     | úč.              |
| 10. | Erkki Penttilä (FIN)   | 9./11:00/0_0  | 11./0-3/3_3   | 8./2-1/1_4    | volný los/0_4 | 1./vzdal/3_7 | volný los/0_7 | 6 (f) | Bronzová medaile |
| 11. | Jef Mewis (BEL)        | 12./3-0/1_1   | 10./3-0/1_2   | volný los/0_2 | 13./3-0/1_3   | volý los/0_3 | 1./1-2/3_6    | 4 (f) | Stříbrná medaile |
| 12. | Ram Sarup (IND)        | 11./0-3/3_3   | volný los/0_3 | 13./0-3/3_3   |               |              |               | 6     | úč.              |
| 13. | Linar Salimullin (URS) | volný los/0_0 | 1./1-2/3_3    | 12./3-0/1_4   | 11./0-3/3_7   |              |               | 7     | 7.               |

### Váhová kategorie do 67 kg - v.s.
| Č.  | Zápasník                   | Kolo          | Kolo          | Kolo          | Kolo         | Kolo         | Kolo          | Kolo          | SNB   | CP               |
| Č.  | Zápasník                   | 1.            | 2.            | 3.            | 4.           | 5.           | 6. (finále)   | 7. (finále)   | SNB   | CP               |
| --- | -------------------------- | ------------- | ------------- | ------------- | ------------ | ------------ | ------------- | ------------- | ----- | ---------------- |
| 1.  | O Te-Kun (KOR)             | 2./lop./3_3   | 19./lop./3_6  |               |              |              |               |               | 6     | úč.              |
| 2.  | Muhammad Ashraf (PAK)      | 1./1:52/0_0   | 3./1-2/3_3    | 5./3-0/1_4    | 19./lop./3_7 |              |               |               | 7     | 7.               |
| 3.  | Mario Tovar (MEX)          | 4./5:30/0_0   | 2./2-1/1_1    | 6./0-3/3_4    | 7./lop./3_7  |              |               |               | 7     | 8.               |
| 4.  | Mateo Tanaquin (PHI)       | 3./lop./3_3   | 5./0-3/3_6    |               |              |              |               |               | 6     | úč.              |
| 5.  | Jack Taylor (GBR)          | 6./lop./3_3   | 4./3-0/1_4    | 2./0-3/3_7    |              |              |               |               | 7     | 12.              |
| 6.  | Tommy Evans (USA)          | 5./?:??/0_0   | 7./3-0/1_1    | 3./3-0/1_2    | 10./0-3/3_5  |              |               |               | 5     | 5.               |
| 7.  | Šigeru Kasahara (JPN)      | 8./3:30/0_0   | 6./0-3/3_3    | 9./13:57/0_3  | 3./7:55/0_3  | 11./0-3/3_6  | volný los/0_6 | 19./3-0/1_7   | 4 (f) | Stříbrná medaile |
| 8.  | David Schumacher (AUS)     | 7./lop./3_3   | 9./0-3/3_6    |               |              |              |               |               | 6     | úč.              |
| 9.  | Juan Rolón (ARG)           | 10./lop./3_3  | 8./3-0/1_4    | 7./lop./3_7   |              |              |               |               | 7     | 13.              |
| 10. | Gyula Tóth (HUN)           | 9./12:15/0_0  | 11./0-3/3_3   | 12./pčl/0_3   | 6./3-0/1_4   | 19./1-2*/3_7 |               |               | 7     | 4.               |
| 11. | Emámalí Habíbí (IRI)       | 12./4:35/0_0  | 10./3-0/1_1   | 14./3-0/1_2   | 15./3-0/1_3  | 7./3-0/1_4   | 19./2:00/0_4  | volný los/0_4 | 1 (f) | Zlatá medaile    |
| 12. | Olle Anderberg (SWE)       | 11./lop./3_3  | 13./2-1/1_4   | 10./vzdal/3_7 |              |              |               |               | 7     | 13.              |
| 13. | Väinö Hakkarainen (FIN)    | 14./1-2/3_3   | 12./1-2/3_6   |               |              |              |               |               | 6     | úč.              |
| 14. | Roger Bielle (FRA)         | 13./2-1/1_1   | 15./1-2/3_4   | 11./0-3/3_7   |              |              |               |               | 7     | 10.              |
| 15. | Garibaldo Nizzola (ITA)    | 16./9:30/0_0  | 14./2-1/1_1   | 17./2-1/1_2   | 11./0-3/3_5  |              |               |               | 5     | 6.               |
| 16. | Lakhshmi Kant Pandey (IND) | 15./lop./3_3  | 17./0-3/3_6   |               |              |              |               |               | 6     | úč.              |
| 17. | Adil Güngör (TUR)          | 18./3-0/1_1   | 16./3-0/1_2   | 15./1-2/3_5   |              |              |               |               | 5     | 9.               |
| 18. | Georgi Zajčev (BUL)        | 17./0-3/3_3   | volný los/0_3 | 19./lop./3_6  |              |              |               |               | 6     | úč.              |
| 19. | Alimbek Bestajev (URS)     | volný los/0_0 | 1./3:05/0_0   | 18./5:50/0_0  | 2./1:21/0_0  | 10./2-1*/1_1 | 11./lop./3_4  | 7./0-3/3_7    | 6 (f) | Bronzová medaile |

pozn. 1 V oficiálním reportu je uvedena ve 4. kole výhra Maďara Gyuly Tótha nad Sovětem Alimbekem Bestajevem, který je v rozporu s výsledkem v časopise Die Athletik (1957). Po sečtení negativních bodů je zřejmé, že Maďar prohrál. V případě výhry nad Sovětem by totiž postoupil do finálové trojice místo Japonce Šigeru Kasahary s nižším počtem negativních bodů.
pozn. 2 V oficiálním reportu není z nějakého důvodu uveden poslední zápas mezi Japoncem Kasaharou a Sovětem Bestajevem. Dle herního systému turnaje k němu dojít muselo. Zápas zmiňuje časopis Die Athletik i ruské weby.

### Váhová kategorie do 73 kg - v.s.
| Č.  | Zápasník                   | Kolo          | Kolo          | Kolo        | Kolo          | Kolo          | SNB   | CP               |
| Č.  | Zápasník                   | 1.            | 2.            | 3.          | 4.            | 5. (finále)   | SNB   | CP               |
| --- | -------------------------- | ------------- | ------------- | ----------- | ------------- | ------------- | ----- | ---------------- |
| 1.  | Mitko Petkov (BUL)         | 2./9:45/0_0   | 15./0-3/3_3   | 3./0-3/3_6  |               |               | 6     | 7.               |
| 2.  | Bruno Ochman (CAN)         | 1./lop./3_3   | odstoupil     |             |               |               | 3     | úč.              |
| 3.  | Nabi Sorúrí (IRI)          | 4./9:29/0_0   | 5./0-3/3_3    | 1./3-0/1_4  | 15./3-0/1_5   |               | 5     | 4.               |
| 4.  | Devi Singh (IND)           | 3./lop./3_3   | 6./lop./3_6   |             |               |               | 6     | úč.              |
| 5.  | Ernie Fischer (USA)        | 6./0-3/3_3    | 3./3-0/1_4    | 7./0-3/3_7  |               |               | 7     | 8.               |
| 6.  | Micuo Ikeda (JPN)          | 5./3-0/1_1    | 4./9:50/0_1   | 12./3-0/1_2 | 7./3-0/1_3    | volný los/0_0 | 2 (f) | Zlatá medaile    |
| 7.  | İbrahim Zengin (TUR)       | 8./6:30/0_0   | 9./4:00/0_0   | 5./3-0/1_1  | 6./0-3/3_4    | 12./8:03/0_0  | 3 (f) | Stříbrná medaile |
| 8.  | Ernst Wandaller (AUT)      | 7./lop./3_3   | 10./lop./3_6  |             |               |               | 6     | úč.              |
| 9.  | Noel Granger (AUS)         | 10./0-3/3_3   | 7./lop./3_6   |             |               |               | 6     | úč.              |
| 10. | Per Berlin (SWE)           | 9./3-0/1_1    | 8./8:46/0_1   | 13./3-0/1_2 | 12./lop./3_5  |               | 5     | 5.               |
| 11. | Veikko Rantanen (FIN)      | 12./0-3/3_3   | odstoupil     |             |               |               | 3     | úč.              |
| 12. | Vachtang Balavadze (URS)   | 11./3-0/1_1   | 13./2:50/0_0  | 6./0-3/3_4  | 10./11:45/0_4 | 7./lop./3_8   | 6 (f) | Bronzová medaile |
| 13. | Alfred Tischendorf (EUA)   | 14./3-0/1_1   | 12./lop./3_4  | 10./0-3/3_7 |               |               | 7     | 9.               |
| 14. | Muhammad Latif (PAK)       | 13./0-3/3_3   | volný los/0_3 | 15./0-3/3_6 |               |               | 6     | úč.              |
| 15. | Coenraad de Villiers (RSA) | volný los/0_0 | 1./3-0/1_1    | 14./3-0/1_2 | 3./0-3/3_5    |               | 5     | 6.               |

### Váhová kategorie do 79 kg - v.s.
| Č.  | Zápasník                 | Kolo          | Kolo          | Kolo          | Kolo          | Kolo         | Kolo          | SNB   | CP               |
| Č.  | Zápasník                 | 1.            | 2.            | 3.            | 4.            | 5.           | 6. (finále)   | SNB   | CP               |
| --- | ------------------------ | ------------- | ------------- | ------------- | ------------- | ------------ | ------------- | ----- | ---------------- |
| 1.  | Muhammad Faiz (PAK)      | 2./lop./3_3   | 15./lop./3_6  |               |               |              |               | 6     | úč.              |
| 2.  | Viljo Punkari (FIN)      | 1./4:00/0_0   | 3./0-3/3_3    | odstoupil     |               |              |               | 3     | 12.              |
| 3.  | Danny Hodge (USA)        | 4./4:15/0_0   | 2./3-0/1_1    | 5./4:45/0_1   | 14./13:15/0_1 | 12./lop./3_4 | 11./11:00/0_4 | 3 (f) | Stříbrná medaile |
| 4.  | George Farquhar (GBR)    | 3./lop./3_3   | 5./0-3/3_6    |               |               |              |               | 6     | úč.              |
| 5.  | William Davies (AUS)     | 6./0-3/3_3    | 4./3-0/1_4    | 3./lop./3_7   |               |              |               | 7     | 10.              |
| 6.  | Bakshish Singh (IND)     | 5./3-0/1_1    | 7./0-3/3_4    | 8./lop./3_7   |               |              |               | 7     | 9.               |
| 7.  | Manie van Zyl (RSA)      | 8./0-3/3_3    | 6./3-0/1_4    | 11./lop./3_7  |               |              |               | 7     | 10.              |
| 8.  | Bengt Lindblad (SWE)     | 7./3-0/1_1    | 9./lop./3_4   | 6./3:55/0_4   | 12./lop./3_7  |              |               | 7     | 7.               |
| 9.  | Hans Sterr (EUA)         | 10./9:50/0_0  | 8./7:00/0_0   | 12./lop./3_3  | 11./lop./3_6  |              |               | 6     | 5.               |
| 10. | Nicolas Arcales (PHI)    | 9./lop./3_3   | 11./lop./3_6  |               |               |              |               | 6     | úč.              |
| 11. | Giorgi Schirtladze (URS) | 12./0-3*/3_3  | 10./2:15/0_3  | 7./4:10/0_3   | 9./7:40/0_3   | 15./2-1/1_4  | 3./lop./3_7   | 6 (f) | Bronzová medaile |
| 12. | Nikola Stančev (BUL)     | 11./3-0*/1_1  | 13./lop./3_4  | 9./4:23/0_4   | 8./14:50/0_4  | 3./11:00/0_4 | volný los/0_4 | 1 (f) | Zlatá medaile    |
| 13. | Kazuo Kacuramoto (JPN)   | 14./0-3/3_3   | 12./12:00/0_3 | volný los/0_3 | 15./0-3/3_6   |              |               | 6     | 6.               |
| 14. | Abbás Zandí (IRI)        | 13./3-0/1_1   | volný los/0_1 | 15./0-3/3_4   | 3./lop./3_7   |              |               | 7     | 8.               |
| 15. | İsmet Atlı (TUR)         | volný los/0_0 | 1./5:00/0_0   | 14./3-0/1_1   | 13./3-0/1_2   | 11./1-2/3_5  |               | 5     | 4.               |

### Váhová kategorie do 87 kg - v.s.
| Č.  | Zápasník                | Kolo         | Kolo          | Kolo          | Kolo         | Kolo          | Kolo          | Kolo          | SNB   | CP               |
| Č.  | Zápasník                | 1.           | 2.            | 3.            | 4.           | 5. (finále)   | 6. (finále)   | 7. (finále)   | SNB   | CP               |
| --- | ----------------------- | ------------ | ------------- | ------------- | ------------ | ------------- | ------------- | ------------- | ----- | ---------------- |
| 1.  | Kevin Coote (AUS)       | 2./3-0/1_1   | 3./0-3/3_4    | 11./11:00/0_4 | 4./lop./3_7  |               |               |               | 7     | 6.               |
| 2.  | Bob Steckle (CAN)       | 1./0-3/3_3   | 4./lop./3_6   |               |              |               |               |               | 6     | úč.              |
| 3.  | Jan Theron (RSA)        | 4./lop./3_3  | 1./3-0/1_4    | 6./lop./3_7   |              |               |               |               | 7     | 9.               |
| 4.  | Golamrezá Tachtí (IRI)  | 3./7:00/0_0  | 2./4:46/0_0   | 7./3:00/0_0   | 1./3:20/0_0  | 10./3-0/1_1   | volný los/0_1 | 6./3-0/1_2    | 2 (f) | Zlatá medaile    |
| 5.  | Veikko Lahti (FIN)      | 6./lop./3_   | 7./1-2/3_6    |               |              |               |               |               | 6     | úč.              |
| 6.  | Peter Blair (USA)       | 5./12:37/0_0 | 9./0-3/3_3    | 3./5:00/0_0   | 8./3-0/1_4   | volný los/0_4 | 10./0-3/3_7   | 4./0-3/3_10   | 6 (f) | Bronzová medaile |
| 7.  | Micuhiro Ohira (JPN)    | 8./lop./3_3  | 5./2-1/1_4    | 4./lop./3_7   |              |               |               |               | 7     | 8.               |
| 8.  | Adil Atan (TUR)         | 7./6:15/0_0  | 10./1-2/3_3   | 9./2-1/1_4    | 6./0-3/3_7   |               |               |               | 7     | 5.               |
| 9.  | Viking Palm (SWE)       | 10./0-3/3_3  | 6./3-0/1_4    | 8./1-2/3_7    |              |               |               |               | 7     | 7.               |
| 10. | Boris Kulajev (URS)     | 9./3-0/1_1   | 8./2-1/1_2    | volný los/0_2 | 11./7:55/0_2 | 4./0-3/3_5    | 6./3-0/1_6    | volný los/0_6 | 4 (f) | Stříbrná medaile |
| 11. | Gerry Martina (IRL)     | 12./3:00/0_0 | volný los/0_0 | 1./lop./3_3   | 10./lop./3_6 |               |               |               | 6     | 4.               |
| 12. | Spyros Defteraios (GRE) | 11./lop./3_3 | odstoupil     |               |              |               |               |               | 3     | úč.              |

### Váhová kategorie nad 87 kg - v.s.
| Č.  | Zápasník                 | Kolo          | Kolo          | Kolo          | Kolo          | Kolo          | Kolo          | SNB   | CP               |
| Č.  | Zápasník                 | 1.            | 2.            | 3.            | 4.            | 5. (finále)   | 6. (finále)   | SNB   | CP               |
| --- | ------------------------ | ------------- | ------------- | ------------- | ------------- | ------------- | ------------- | ----- | ---------------- |
| 1.  | Jusein Mechmedov (BUL)   | 2./3-0/1_1    | 11./2:45/0_1  | 4./3-0/1_2    | 5./3-0/1_3    | 7./0-3/3_6    | volný los/0_6 | 3 (f) | Stříbrná medaile |
| 2.  | Hosejn Núrí (IRI)        | 1./0-3/3_3    | 3./3-0/1_4    | 7./lop./3_7   |               |               |               | 7     | 8.               |
| 3.  | John Da Silva (NZL)      | 4./0-3/3_3    | 2./0-3/3_6    |               |               |               |               | 6     | úč.              |
| 4.  | Ivan Vychrysťuk (URS)    | 3./3-0/1_1    | 5./3-0/1_2    | 1./0-3/3_5    |               |               |               | 5     | 6.               |
| 5.  | Ken Richmond (GBR)       | 6./3-0/1_1    | 4./0-3/3_4    | 8./3:45/0_4   | 1./0-3/3_7    |               |               | 7     | 4.               |
| 6.  | Lila Ram (IND)           | 5./0-3/3_3    | 7./lop./3_6   |               |               |               |               | 6     | úč.              |
| 7.  | Hamit Kaplan (TUR)       | 8./2-1/1_1    | 6./14:45/0_1  | 2./11:30/0_1  | volný los/0_1 | 1./3-0/1_2    | 11./3-0/1_3   | 2 (f) | Zlatá medaile    |
| 8.  | Bill Kerslake (USA)      | 7./1-2/3_3    | 9./3:00/0_0   | 5./lop./3_6   |               |               |               | 6     | 7.               |
| 9.  | Ray Mitchell (AUS)       | 10./2-1/1_1   | 8./lop./3_4   | volný los/0_4 | 11./lop./3_7  |               |               | 7     | 5.               |
| 10. | Saburo Nakao (JPN)       | 9./1-2/3_3    | volný los/0_3 | 11./lop./3_6  |               |               |               | 6     | úč.              |
| 11. | Taisto Kangasniemi (FIN) | volný los/0_0 | 1./lop./3_3   | 10./2:00/0_3  | 9./6:40/0_3   | volný los/0_3 | 7./0-3/3_6    | 6 (f) | Bronzová medaile |